# Éditions Couleur livres
 (septembre 2011).
Si vous disposez d'ouvrages ou d'articles de référence ou si vous connaissez des sites web de qualité traitant du thème abordé ici, merci de compléter l'article en donnant les références utiles à sa vérifiabilité et en les liant à la section « Notes et références ».
Couleur livres, anciennement éditions Vie ouvrière, est une maison d'édition en Belgique francophone. Les éditions « Couleur livres » sont fondées en 2001. Elles reprennent le fonds éditorial EVO en 2003.

## Historique
Les éditions Vie ouvrière, dont sont issues les éditions « Couleur livres » (asbl), ont été fondées en 1958 par André Samain. Il s'agissait d’une maison d’édition belge indépendante de taille moyenne. Les ouvrages publiés portaient principalement sur les domaines des sciences humaines et sociales, de l’économie, de l’histoire, des questions internationales ou de société.
Elles ont publié plus de 700 ouvrages (certains en coédition)[réf. nécessaire] dont  Mécanismes de l’économie d’Yves de Wasseige (55 000 exemplaires vendus[réf. nécessaire]), Les causes du déclin wallon de Michel Quévit, L’homme résistant de Pierre Ansay, ainsi que les livres de la collection « Histoire du mouvement ouvrier en Belgique » dirigée par Jean Neuville.
La publication d’essais et de documents concernant ont fait partie des activités des éditions « Vie ouvrière ».
À partir des années 1990, les Éditions Couleur livres concluent des partenariats avec des associations comme ACCS, CRISP, MOC, ATD Quart-monde, Lire et écrire, Syndicats, Mutualités et plus récemment, CBAI, Oxfa.

## Collections
La production porte sur deux thèmes : l'information (essais sur des questions de société, de politique, d'économie, etc.) et la formation (éducation, pédagogie). La ligne éditoriale de cette maison se décline autour de diverses collections : « L'autre économie » (dirigée par Erik Rydberg), « L'école au quotidien » dirigée par ChanGement pour l'égalité, « L'horizon délivré » dirigée par Béatrice Libert, Dialogues (dirigée par Hervé Broquet), « Je » (dirigée par Daniel Simon), « Carré d'as », dirigée par Béatrice Libert.